# Toronto Blizzard (NASL)
Toronto Blizzard war ein kanadischer Fußballklub aus Toronto. Der Klub war Teilnehmer an der nordamerikanischen Profiliga North American Soccer League.

## Geschichte
Der Klub wurde 1971 unter dem Namen Toronto Metros gegründet, da die Anzahl der in der Liga partizipierenden Mannschaften auf acht erhöht wurde. In den ersten beiden Jahren verpasste die Mannschaft die Teilnahme an den Play-offs, konnte aber 1973 ins Halbfinale einziehen. Dort setzten sich die Philadelphia Atoms durch. Nach einer erneuten Erhöhung der Mannschaften in der folgenden Saison verpasste der Klub abermals die Play-offs.
1975 schloss sich der Klub mit dem vormals in der Canadian Soccer League spielenden Klub Toronto Croatia zu einem Joint-Venture unter dem Namen Toronto Metros-Croatia zusammen. Mit der gestiegenen Popularität der nordamerikanischen Liga bei insbesondere europäischen Spielern konnte der Klub einen namhaften Spieler wie Eusébio verpflichten, der jedoch nur eine Spielzeit in Toronto weilte. Als Tabellenzweiter der Northern Division der Atlantic Conference hinter Chicago Sting hatte sich der Klub für die Play-offs qualifiziert, in denen er bis ins Endspiel einzog. Mit einem 3:0-Erfolg über die Minnesota Kicks gewann der Klub die „Soccer Bowl '76“.  Zum besten Spieler des Finales, dem "Most Valuable Player", wurde der Deutsche Wolfgang Sühnholz erkoren. 
Toronto konnte in den folgenden Jahren nicht an den Erfolg anknüpfen. Nachdem die Organisatoren mehrfach aufgrund des eindeutigen ethnischen Hintergrundes des Zusammenschlusses Vorbehalte geäußert hatten, wurde dieser 1979 aufgehoben. Der kanadische Privatfernsehsender Global Television Network übernahm den NASL-Klub, der fortan unter dem Namen Toronto Blizzard antrat. Abgesehen vom ersten Jahr, als die Mannschaft das Viertelfinale der Play-off-Runde gegen New York Cosmos erreicht hatte, war der Klub zunächst wenig erfolgreich. Daher engagierte der Klub 1982 Bob Houghton als Trainer, der sich insbesondere als Europapokalfinalist mit Malmö FF einen Namen gemacht hatte. Unter seiner Leitung qualifizierte sich der Klub 1982 wieder für die Play-offs, scheitere gegen Seattle Sounders aber erneut im Viertelfinale. Im folgenden Jahr zog er mit der Mannschaft, die mit Spielern wie Roberto Bettega, Jimmy Nicholl, Trevor McCallum oder Jan Möller und Conny Karlsson aus seiner Zeit in Schweden ergänzt worden war, ins Endspiel um die nordamerikanische Meisterschaft ein, verlor aber gegen die Tulsa Roughnecks. Auch im folgenden Jahr erreichte der Klub das Endspiel, dieses Mal unterlag man Chicago Sting.
Mit der Einstellung der NASL 1984 erlosch der Klub zunächst. Um den Namen aufrechtzuerhalten, kauften sich die Besitzer des Klubs beim semi-professionellen Klub Dynamo Latino aus Ontario ein, der ab 1986 ebenfalls unter dem Namen Toronto Blizzard antrat.

## Nachweise
1. ↑  David Wangerin: Soccer in a Football World: The Story of America’s Forgotten Game. WSC Books, London 2006, ISBN 0-9540134-7-6, S. 142.